# 尼古拉·瓦舒金
尼古拉·尼古拉耶维奇·瓦舒金（俄语：Николай Николаевич Вашугин，1900年4月18日（5日）—1941年6月28日），是苏联的政委，参加过苏芬战争、苏德战争，1941年因承受不住布罗迪战役的失败，开枪自尽。